# 首都高速トライアル
『首都高速トライアル』（しゅとこうそくトライアル)は、1980年代後半から1990年代にかけて製作された、首都高速道路を舞台とした走り屋を題材にした映画シリーズ。映画・オリジナルビデオ(OV)を含め全6作が作られた。英語名は「Freeway Speedway - Megalopolis Express Way Trial」(旧パッケージ版)、「Tokyo Speedway」(新パッケージ版)。

## 概要
第1作は1988年、日活ロッポニカ作品として劇場公開された。走り屋をテーマにした本格的ドラマとして話題になり、この映画にて大鶴義丹や的場浩司が役者としてデビューした。第2作以降はオリジナルビデオの「にっかつビデオフィーチャー」として製作され、土屋圭市が出演している。
撮影では各車両とも制限速度を遵守し、フィルムの早回しで超高速を表現している。
第5作の発売前に、総集編と予告編を兼ねた『スピリッツオブ首都高速トライアル』が発売された。第5作でシリーズ完結予定であったが、第6作『首都高速トライアルMAX』を製作。1996年2月に発売予定だったが、発売直前に警視庁の目に留まってしまう。その結果スタッフが書類送検され、発売中止となった。
本来、暴走行為を煽ることから『1』の公開時点で、以降のシリーズの発売は警察が規制しようとした動きがあったが、元走り屋で現役レーサー（当時）である土屋が劇中で「なぜ公道でバトルはしないのか」「サーキットで勝負」と言うシーンを挿入することによって発売禁止は回避された。毎回必ず土屋圭市のサーキット論が登場するのはこのためである。
同じ製作チームで、東映Vシネマの『バトル・チャレンジャー/激走』が製作された。
日本国内ではVHSのみの発売で、DVDは発売されていない。
2021年、本作に出演していた土屋のYouTubeチャンネルにて「首都高速トライアル6 REIWA BATTLE」という動画が公開された。本シリーズとは関係がなく、土屋が首都高をドライブする作品となっている。

## 首都高速トライアル
1988年11月26日封切。VHS：1989年4月10日発売。
キャッチコピー：「激走!首都高速13.9kmへの挑戦。」

### あらすじ
- 7カ所の高速道路(第3京浜、横浜新道、横横、東名、中央高速、湾岸線、首都高)13.9kmの区間記録への挑戦。現役F1レーサーが持つ伝説の記録に挑む若者達。ただし首都高速の記録を塗り替えるにはマシンとテクニックだけではなく運も必要だ。そして、魔のカーブが…。無償のタイム・トライアルに夢と青春を賭けた青春カーアクション映画（VHSパッケージより一部引用）。

### 劇中に登場する主なマシン
- スカイライン(R30)RSターボ

主人公・六雄の乗る車輌で2台登場している。2台ともシルバー/ブラックのツートン
当初の車輌は設定上TD07タービン搭載のフルチューニング車輌（実際にはさらに上のTD08タービンを搭載）。チューニングはTBOが担当。この車輌は岡安由美子扮する六雄の彼女が首都高アタックをした際に事故、大破してしまう。
2台目は六雄が首都高に復帰する際に使用した車輌で、設定上ROMチューンによるブーストアップ仕様の為違法改造車では無い。なぜか「4VALVE DOHC RS TURBO」のエンブレムが付いていない（れっきとした本物の前期RSターボ）。
- フェアレディZ(S130)

的場浩司が乗る車輌。赤のフルエアロ仕様で、時代を感じるフィンタイプホイールを履く。マフラーがどう見てもノーマルである為、実際にはエアロを装着しただけの車と思われる。
- クラウン(MS123)ハードトップ3.0ロイヤルサルーンG

木之元亮演ずる川北警部が使用している覆面パトロールカー。現実の交通課に配備されている覆面車とは異なり、ハードトップでマグネット式の警光灯を搭載する（現実にはセダンで反転式警光灯）。色はベージュメタリック。
走行時にクラウンの静かさを演出する為か、風切音しか被らないことが多い。ただ数箇所、6M-GEUのツインカムサウンドが挿入されている。
あらゆる走り屋車輌を追い詰めるほど速いが、実はコラムAT車。
- クラウン(MS110)

川北警部率いる交通機動隊のパトロールカーで破壊用車輌。六雄達がRSを仕上げた廃工場に強行突入する際に全車破壊される。
すべて前期型。1台は後付けのパワーウインドー装着、2台ともナンバー脇のガーニッシュが無いことから両車とも低グレードと推察される。
- セドリック・グロリア(430)

MS110クラウンと同じく破壊用のパトロールカー。クラウンは全車破壊されたが、セドリック・グロリアは散光式警光灯を装着した車輌（工場突入時は前期型グロリア、以後のカットは後期型セドリック)だけ破壊されていない。
クラウンは全車前期型だったが、セドリックの破壊車輌は後期型の430(セドリック1台を使い回している)。
- 日産・スカイラインR30

川北率いる交通機動隊のパトカー・劇中たびたび登場する。破壊用ではないらしく・緊急の検問シーンや呼びかけ時と建物の外でのサイドターン後のエンストや出口を塞がれて回避のシーンに使われた。

### キャスト・スタッフ
キャスト
- 大鶴義丹 …鹿月六雄（主人公）。伝説の記録に挑む。首都高の記録が更新できず引退するが…。
- 岡安由美子 …主人公の彼女。引退した主人公の代わりに伝説に挑むが…。[5]
- 坂井徹 …ATS-BMのオーナー兼メカニック
- 的場浩司 …挑戦者。主人公引退3年後、新たな伝説を作る。しかし、その伝説には裏があった…。
- 浅野愛子 …挑戦者の彼女。主人公の彼女（首都高現役時）の妹。
- 徳丸純子 …主人公が首都高を引退した後の彼女。中古車屋でスカイラインR31GTS-Rに目がくらむ主人公を横目にファミリアを主人公に勧める。
- 木之元亮 …交通機動隊。 クラウンで取り締まる。首都高ランナーを追いかけ回せるぐらい速い。F1レーサーの友人の折り紙付きテクニックの持ち主。
- 伊藤克信 …13.9kmレースの仕切り役。中古車販売店経営・レース前後パーソナル無線でDJもする。[6][7]

主題歌
- 小西麻衣子「Mr.Juggler」

スタッフ
- 監督：金澤克次
- 脚本：斉藤猛
- 音楽：山崎稔
- カースタント：タカハシレーシング
- 技斗：高瀬将嗣
- 助監督：伊藤正治、工藤雅典、村松弘之、井上慎介
- 音響効果：渡部健一
- リーレコ：宇田川章
- サウンドアドバイザー：中山義廣
- プロデューサー：奥村幸士
- 製作協力：オリエント21
- 製作：にっかつ
- 配給：シネ・ロッポニカ

## 首都高速トライアル2
VHS：1990年7月6日発売。
にっかつが東映Vシネマの成功を真似て、1990年早春、オリジナルビデオの製作・販売に乗り出すと発表。劇場公開された前作『首都高速トライアル』のビデオが好調なセールスを記録していたことから、ビデオ専用のオリジナル映画シリーズ「にっかつビデオフィーチャー」の第一弾に選ばれた。東映Vシネマの製作費は当時8,000万円程度だったが、本作はそれよりやや安い6,000万円で製作された。撮影はビデオではなく、16ミリフィルム。東映Vシネマの成功は、テレビ局や出版社と共同出資し、多角的な展開を行ったことが成功の一因と評価されたが、にっかつは全額自己負担でもあり、先行きを不安視された。

### あらすじ
RSからGT-Rへ。最強マシンを引っ下げて、あの「首都高速トライアル」が帰ってきた。
走り屋たちの憧れのまと、順一が持つ高速道路区間記録。物語は、その記録に挑戦を続けるレーサー志望の孝広と、彼を挑発しながら、自らも記録更新を狙い名をあげようとする沢木の3人の男の戦いを軸に熱いドラマが繰り広げられていく。RS対300ZX、300ZX対GT-R。

### 劇中に登場する主なマシン
- シルビア(S13) …銀。最初主人公が乗っていた車。記録を塗り替える。首都高参考タイム4分46秒。
- スカイライン(R30RS-X) …赤/黒。元記録保持者。参考タイム4分53秒。主人公に変わりZ32とバトル。事故を起こし死亡。
- スカイライン(BNR32)GT-R …ガンメタ。死亡した運転手の彼女が密かに購入していた。主人公に託す。
- フェアレディZ(Z32) …ガンメタ(AT)。ライバル。強制的に首都高でのバトルを主人公に突きつける。途中から赤のZ32(AT)に変わる。
- スープラ(MA70) …白。AT車。上記ライバル車のチーム員。

### キャスト・スタッフ
キャスト
- 長倉大介 …山根孝広（主人公）。チューニングショップのメカニック。
- 黒田アーサー …主人公の友人。元首都高コースレコード保持者。
- 斉藤さおり …主人公の彼女。バンドのボーカル。
- 芹沢直美 …主人公の友人の彼女。レポーターで土屋圭市と繋がりがあり、主人公を紹介する。
- 福田郁緒 …白スープラオーナー。主人公の店の常連で首都高ランナー。
- 豊嶋稔 …Z32オーナー。記録を更新した主人公を挑発する。
- 下坂泰雄

主題歌・挿入歌
- 斉藤さおり
  - 目がすべて（シングル/目がすべて 1989年・PLATZ P10G-1010 廃盤）
  - 長電話のバラード（アルバム/LADY 1989年・PLATZ P32G-10 廃盤）

スタッフ
- 監督：片岡修二
- プロデューサー：奥村幸士
- 脚本：斉藤猛、片岡修二
- 音楽：西田昌史
- アシスタントプロデューサー：井上慎介
- 製作協力：オリエント21
- カースタント：カースタントTAKA

## 首都高速トライアル3
VHS：1991年4月25日発売。
キャッチコピー：「白熱する首都高!そして峠へ!男達の野望が闇を切り裂く、デス・バトル24時!」

### あらすじ
- かつての首都高記録保持者・京平。彼は今では走り屋を退き、土屋圭市のチームに所属していた。そんな彼に対し、折に触れ挑発をしてくるのが、元ライバルの祐介。今日も峠道でタイムアタックをする祐介。ところが脇道から黒のスープラが現れ、彼のシルビアにパッシング!腕に自信のある祐介だったが、後ろにピッタリとくっつかれ、ついにはグリップを失いスピンしてしまう。一方、京平は雑誌記者の美幸のロードスターにバトルを挑まれる。安全運転で信号停止する京平のGT-R。そんな京平に美幸は首都高を走らなくなった理由を問いつめる。彼の心には、以前首都高で起きた事故の一件が重くのしかかっているのだ。しかし、そんな彼も祐介がスープラとのバトルで事故を起こしたことを聞くや、ある決意を胸に秘め、再び首都高へ!果たして過去の事故とは?そして黒のスープラの正体とは?今、すべての真相が明らかになる…（VHSパッケージより引用）。

### 劇中に登場する主なマシン
- スカイライン(BNR32)GT-R …ガンメタ。主人公の乗る車。車に貼られているステッカーはS13とお揃い。
- スープラ(JZA70) …黒。首都高バトルの事故に巻き込まれ死亡した妹の復讐の為、走り屋を目の敵にしてバトルに挑む。 雑誌記者が乗る車。
- シルビア(S13) …主人公の友人が乗る車。碓氷峠でスープラとバトル中事故。後に首都高で再びバトルとなるが、事故で重傷。
- ユーノス・ロードスター(NA6CE) …青。雑誌記者が普段乗る車（わけあって同僚の借り物）。

### キャスト・スタッフ
キャスト
- 西村和彦 …小林京平・主人公。土屋圭市のF3チームメカニック兼FJ1600ドライバー。首都高は引退。記録保持者。
- 高島礼子 …小沢美雪・雑誌記者。現役レースメカニックが首都高で起こした死亡事故を雑誌で公表してしまう。 妹が交通事故で他界している。
- 福田郁緒 …鈴木祐介・主人公の元ライバル。主人公を首都高に誘うが全く相手にされず。 噂の黒いスープラと首都高でバトルの末…。
- 長倉大介 …ショットバーの客。10秒ほどの友情出演。
- 豊嶋稔 …ショットバーの店員。同じく友情出演。
- 藤田典子 …真由美・美雪と同僚の雑誌記者。青いロードスターを美雪に貸す。

主題歌・挿入歌
- スクリプト「Crying All Night」「True Love～愛するKに贈る～」

スタッフ
- 監督：塚田義博
- 製作者：奥村幸士
- 脚本：塚田義博
- 音楽：H.I.S(羽毛田孝之、稲垣雅紀、志賀功)
- プロデューサー：奥村幸士、井上慎介、土屋圭市
- 製作協力：オリエント21
- カースタント：カースタントTAKA

## 首都高速トライアル4
VHS：1992年4月9日発売。
キャッチコピー：「もう、俺を止めることはできない」

### あらすじ
- 大学生小島俊彦は、夜な夜な首都高速にタイムトライアルに出かけるスピード好き。彼の年の離れた弟が癌で医者からもう余命数カ月と宣言される。弟は兄が自慢で、レーサーになる夢を持っている。俊彦は弟の期待に応えるべく無断で父親の車と一緒に長年乗り続けたシルビアを売却、赤いGT-Rを買いゼロヨンレースでチャンピオンになる。しかし次に危険な首都高レースをやり事故を起こして入院してしまう。弟の憧れの土屋圭市にサーキットレースを許された俊彦は、チューンナップされたGT-Rで挑戦することになる。しかしその日を待たず弟は病死。俊彦は悲しみを振り切り天国の弟に見せるべくサーキットレースに挑む（一部VHSパッケージより引用）。

### 劇中に登場する主なマシン
- シルビア(S13) …黒。主人公が最初乗る車。
- スカイライン(BNR32)GT-R …赤(非純正色)。主人公の車。TBOチューンの550馬力仕様。
- ホンダ・インスパイア(CB5)…黒。主人公の父親の車。
- スープラ(JZA70)ツインターボR・改 …黒。某ゼロヨン会場無敗。主人公と勝負してあっさり負ける。
- RX-7(FC3S) …白。首都高でのライバル。主人公がゼロヨンで勝った記事を雑誌で見て主人公を挑発。「発進加速を競うだけのゼロヨンなんて子供騙しもいいとこだぜ」とゼロヨンを批判。
- 180SX(RS13) …黄。上記FC3Sとバトル中首都高で事故。FCはタバコを吸いながら余裕のバトル。

### キャスト・スタッフ
キャスト
- 榊原利彦 …主人公。弟の夢を叶えるため、S13と父親の車を無断で売却してGT-Rを購入。
- 宮本佳杳 …主人公の彼女。
- 北代隼人 …主人公の弟。小児ガンに冒される。サーキットで土屋圭市の助手席に乗る。
- 長倉大介 …首都高コースレコードの持ち主。主人公に挑戦を申し込まれるが引退してるので断る。
- 坂口進也 …主人公の父。
- 小松みどり …主人公の母。
- 福田郁緒 …ゼロヨンスターター。

主題歌
- クリスタルウォーズ「Body To Body」（アルバム/クリスタルウォーズ 1992年・テイチク TECN-20158 廃盤）

スタッフ
- 監督：塚田義博
- エグゼクティブプロデューサー ：奥村幸士
- 脚本：片岡修二
- プロデューサー：井上慎介、土屋圭市、水本龍雄
- 製作協力：オリエント21
- カースタント：カースタントTAKA

## 首都高速トライアル5 FINAL BATTLE
VHS：1992年12月4日発売。
キャッチコピー：「さらに、神話は加速する…」
今作のキャッチコピーはファンからの投稿の中から決定された。

### あらすじ
- 野性的で危険な匂いを振り撒く街道レーサー・雄介がFD3S・FC3Sを駆って、直線・峠・首都高と、各タイムレコード保持者に敢然とバトルを挑んでいく様子が、かつてないスケールで展開していく。自分の体を武器に「勝った方と今晩付き合うわ」と男達を挑発する美貌の女、「首都高は俺たちの夢」と語るメカニック、「ルールのないケンカは殺し合いだ」と諭す土屋圭市。さまざまな人々の思惑を乗せて今、最後の決戦場「首都高」へと向かう!（VHSパッケージより引用）

### 劇中に登場する主なマシン
- RX-7(FC3S) …白。主人公が最初に乗る車。OPのジャンプシーンは見所の一つ。バトルに勝つとドアに星ステッカーが貼られる。首都高でGT-Rとバトル中大クラッシュ。
- RX-7(FD3S) …赤。主人公事故後、FDで復活。再び黄GT-Rとバトル。後にサーキットで土屋圭市とバトル。
- スカイライン(BNR32)GT-R …黄。首都高最速。FDとバトル中事故、死亡。
- フェアレディZ(Z31)銀/黒 …主人公と最初のバトル。
- スカイライン(R31GTS-R)ブルーブラック …主人公と第2戦バトル。主人公に目の前へ割り込まれ戦意喪失。
- シルビア(S13) …イエロイッシュシルバーツートン。峠で主人公と第3戦バトル。バトル中ダンプカーと正面衝突しそうになるが間一髪で免れる。仕様はSRのQ'sで、TD05タービンボルトオン、ブースト0.9で280馬力仕様。[8]

### キャスト・スタッフ
キャスト
- 西守正樹 …前田雄介・主人公。峠・首都高の各最速ランナーと次々とバトルに挑んで行く。やたら態度が大きく、土屋圭市に殴られる。
- 渡辺航 …堀越邦男・メカニック。現役時の事故が原因(?)で足を負傷している。主人公の良き理解者で、共通の夢を追っている。
- 土家里織 …原沢淳子・主人公の彼女。看護師。 首都高でTOPを取ること自体が全く理解できない。
- 杉浦幸 …野沢エリ・首都高最速ランナー宮島幸彦（黄GT-R）の彼女。速い男が好きだと主人公にもモーションをかける魔性の女。

主題歌・挿入歌
- GENDA×BENDA「Time Is UP」（アルバム/Heroines 1992年・TOSHIBA-EMI TOCT-6719 廃盤）
- スクリプト「True Love～愛するKに贈る～」[9]

スタッフ
- 監督：塚田義博
- エグゼクティブプロデューサー ：奥村幸士
- 脚本：斉藤猛
- プロデューサー：井上慎介、土屋圭市
- 製作協力：オリエント21
- カースタント：カースタントTAKA

## 首都高速トライアルMAX
1996年2月9日発売予定(国内未発売)。
予定されていたキャッチコピー「どっちが勝ってもこれが最後だ！！」

当時、店頭等には「2/9神・話・復・活　R33GT-R”首都高チャンプ”VS80スープラ”大阪・環状の帝王”の超絶バトル！！」と書かれたポスターが貼られていた。

### 販売中止
- 概要の通り、この作品は国内では販売中止になった。違法走行はシルビアの事故シーンと、R33GT-Rのスピード違反とのこと。GT-Rのスピード違反は、シルビア事故シーン映像の解析中に発覚した。

### あらすじ
- 首都高のチャンプ、式場達也は、大阪環状を制覇するため、大阪環状のチャンプ仙道誠とバトルする所からこの物語は始まる。

### 劇中に登場する主なマシン
- スープラ(JZA70) …赤。仙道の元の愛車。大阪環状で主人公R33とバトルの末事故で廃車。
- スープラ(JZA80) …黒。赤70スープラ事故後購入。
- スカイライン(BCNR33)GT-R …ミッドナイトパープル。主人公の乗る車。積車に乗せ大阪まで遠征、赤の70スープラとバトル。白R33を事故・死亡に追いやり、そのことがトラウマになる。後に白R33の彼女より使用していたROMを譲り受け、80と首都高でバトル。
- スカイライン(BCNR33)GT-R …白（実際にはフェンダーのウインカーが横長であること、回想シーンでのシート形状などからECR33である）。主人公と首都高でバトル中事故、爆発炎上、焼死。爆発時のときGTSのホイールだった。
- フェアレディZ(Z32) …白。主人公と首都高でバトル。主人公は白R33との事故現場で戦意喪失、自身が首都高最速と名乗り、後に80と首都高でバトル。
- NSX(E-NA1)TYPE-R …白。主人公がサーキットで土屋圭市とバトル。土屋圭市も同じ車。
- シルビア(S14) … 冒頭仙道と大阪環状でバトルして事故を起こす。
- MR2(SW20) …主人公の昔の車。ミッドナイトパープルR33と工場敷地内で互いの車を賭けバトル。そのR33が後の主人公の車。

### キャスト・スタッフ
キャスト
- 正木蒼二 …式場達也（主人公）。首都高チャンプ。 チューニングショップ勤務。大阪まで遠征に行き仙道とバトルし勝利した。白R33とのバトルで相棒を事故に追いやり、引退を決意するが、相棒の夢を叶えるべく、もう1度走り出す…。
- 白国秀樹 …仙道誠。大阪環状の帝王。物語冒頭で式場らにバトルを挑まれ赤のA70スープラでバトルするが、事故を起こし右足を負傷。入院中A80スープラに買い替え病院の敷地内でセッティングを行い、看護婦の制止を振り切り強行退院、東京までリベンジにやって来るが、Z32の男に突き飛ばされた挙句バトルは後回しにされた。式場から須藤あきらのライブチケットをもらうが、式場のバトルを見るため、チケットを投げ捨て80スープラに乗り込む。後に式場の妹の下へ転がり込み、Z32を撃破、首都高チャンプとなって式場の最後のバトル相手として立ちはだかる。
- 岡本秀寿 …土屋圭市のチームメカニック。ミッドナイトパープルR33を式場との賭けバトルで失うが、そこで友情が芽生え、主人公に首都高最速を託す。後の白R33オーナー。式場とのバトル中に事故死。
- 唐渡亮 …Z32の首都高ランナー。式場と敵対。彼とのバトル中事故を起こして腹に火傷状の怪我を負い、先に来ていた仙道を蹴飛ばして借りを返すと挑発する。最終的には式場の戦意喪失により勝利しチャンプとなるが、後日逆に仙道に挑発されバトルする事となる。その際に執拗なブロッキングを行うも一瞬の隙を突かれて抜き去られ敗北した。
- 神崎恵 …式場の妹。
- 葉山知穂 …白R33の彼女。ライブハウス勤務。仙道のスープラのリアハッチを開け無理矢理乗り込んでバトルを観戦。
- 須藤あきら …上記ライブハウスにてライブを行っている。仙道が彼女のファンである事が描かれている。

主題歌・挿入歌
- 須藤あきら
  - 私が贈ったラブソング(アルバム/Night&Day 1994年・イースタンゲイル EGCL-5 廃盤)
  - 愛が眠れない(アルバム/Pandora 1996年・イースタンゲイル EGCL-8 廃盤)

スタッフ
- 監督：平川弘喜
- アシスタントプロデューサー：井上慎介
- プロデューサー：奥村幸士
- 脚本：増田貴彦、平川弘喜
- カースタント：カースタントTAKA

## スピリッツオブ首都高速トライアル
VHS：1992年11月6日発売（DVD化されていない）。
キャッチコピー：「全国400万人の首都高ファンに贈る…」

### 内容
- 首都高速トライアル2から4のダイジェスト（予告編）、5の予告編、5のメイキングシーンを収録。

### スタッフ
- 監督：井上慎介
- プロデューサー：宇都宮弘之、奥村幸士
- ナレーター：福田郁緒
- 製作協力：オリエント21
- 製作：（株）にっかつ/にっかつビデオ（株）